# Irina Lashko
Irina Lashko (Samara, Unión Soviética, 25 de enero de 1973) es una clavadista o saltadora de trampolín soviética especializada en trampolín de 1 metro, donde consiguió ser campeona mundial en 1998.

## Carrera deportiva
- En el Campeonato Mundial de Natación de 1991 celebrado en Perth (Australia), ganó la medalla de plata en el trampolín de 3 metros, con una puntuación de 524 puntos, tras la china Gao Min (oro con 539 puntos) y por delante de la alemana Brita Baldus (bronce con 503 puntos).

- Siete años después, en el Campeonato Mundial de Natación de 1998 celebrado de nuevo en Perth ganó la medalla de oro en el trampolín de 1 metro, con una puntuación de 296 puntos, por delante de su compatriota Vera Ilina y de la china Zhang Jing (bronce con 260 puntos); y también ganó la medalla de oro en los saltos sincronizados desde el trampolín de 3 metros, siendo su pareja Yulia Pajalina, por delante de la pareja china y la estadounidense.

- Poco después se nacionalizó como australiana, y representado a este país participó en el Campeonato Mundial de Natación de 2001 de Fukuoka donde ganó la plata en el trampolín de 3 metros, y en el Campeonato Mundial de Natación de 2003 de Barcelona (España) donde ganó el oro en el trampolín de 1 metro.